# Línea 542 (Lomas de Zamora)
La línea 542 es una línea de colectivos del Partido de Lomas de Zamora. Une el Puente La Noria con la estación Lomas de Zamora, a través del Camino Presidente Juan Domingo Perón y la Avenida Colombres.
La línea fue operada por Compañía La Paz Amador Moure S . A . C . I, pero actualmente es operada junto a las líneas 540, 548, 550, 551, 552 y 553 por el Grupo Autobuses Santa Fe S.R.L..

## Recorrido

### Estación Lomas de Zamora-Puente la Noria
Desde estación Lomas por República árabe de Siria-Boedo-Manuel Castro-Sarmiento-Colombres-Colectora de Camino negro-Subida a Autopista camino negro a la altura de Recondo-Bajada a la altura de Baradero-Camino negro entrando a terminal de Puente la Noria.

### Puente la Noria-EstaciónLomas de Zamora
Desde Puente la Noria por Camino negro-rotonda-Camino negro-Subida a Autopista altura Baradero-Bajada altura Recondo-Colectora de Camino negro-Horacio Quiroga-Ortega y Gasset-Schiaffino-Colombres-Saavedra-Gorritti-República árabe de Siria hasta estación Lomas.